# La Chambre des officiers
La Chambre des officiers è un film del 2001 scritto e diretto da François Dupeyron, tratto dall'omonimo romanzo del 1998 di Marc Dugain.
È stato presentato in concorso al 54º Festival di Cannes.

## Trama
Ferito durante uno dei primi scontri della prima guerra mondiale e costretto da allora in una solitaria stanza d'ospedale, l'ufficiale francese Adrien Fournier è un gueule cassée, un reduce rimasto irrimediabilmente sfigurato dal conflitto e con davanti un futuro incerto.

## Riconoscimenti
- 2001 - Festival di Cannes
  - In concorso per la Palma d'oro
- 2002 - Premi César
  - Migliore attore non protagonista ad André Dussollier
  - Migliore fotografia a Tetsuo Nagata
  - Candidatura per il miglior film
  - Candidatura per il miglior regista a François Dupeyron
  - Candidatura per il migliore attore a Éric Caravaca
  - Candidatura per la migliore sceneggiatura originale o adattamento a François Dupeyron
  - Candidatura per il migliore promessa maschile a Grégori Derangère
  - Candidatura per il migliore promessa maschile a Jean-Michel Portal
  - Candidatura per i migliori costumi a Catherine Bouchard